# Matthieu Burger

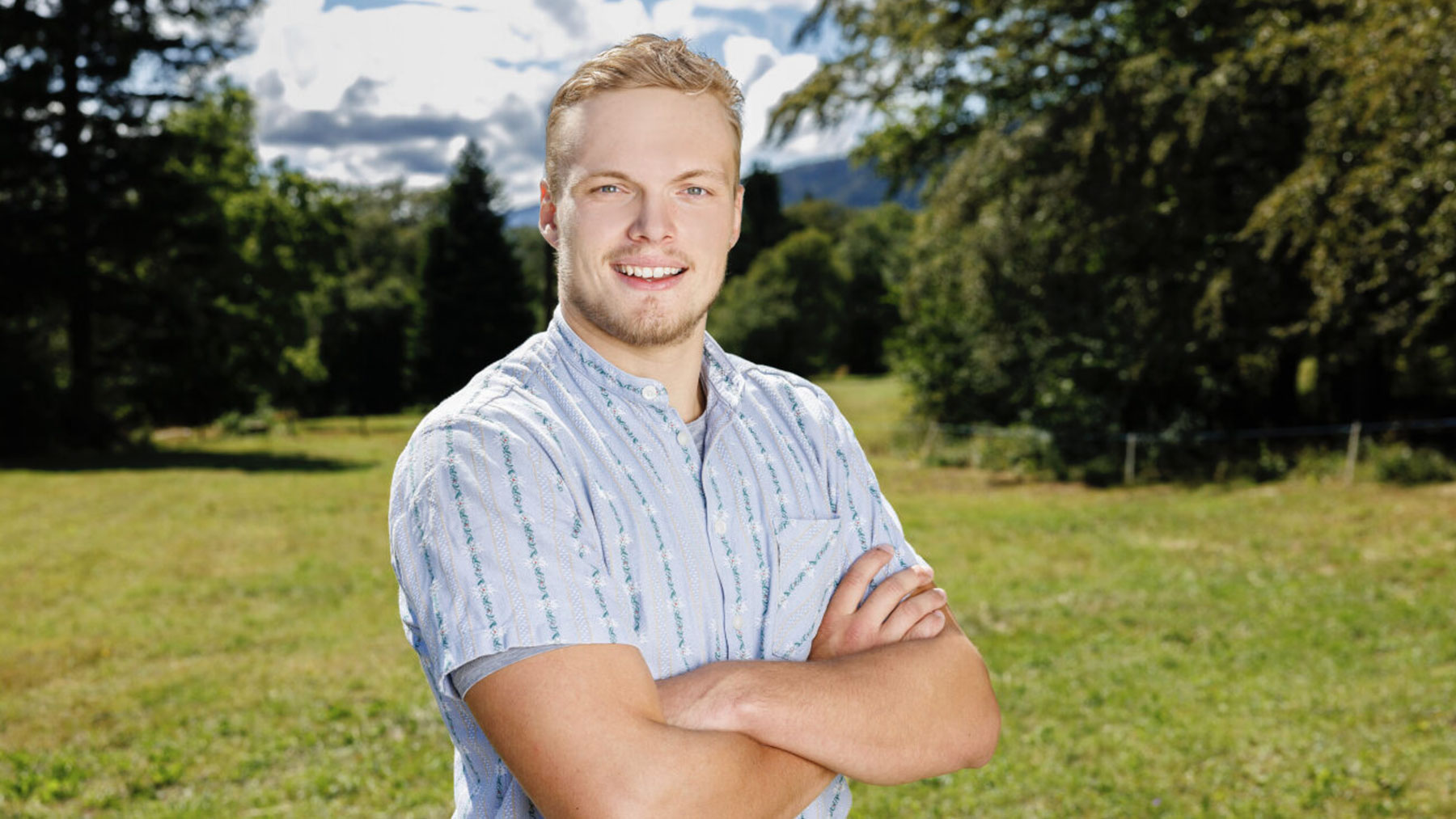
Matthieu Burger (2024)

Matthieu Burger (* 4. November 2001 in Les Prés-d’Orvin) ist ein Schweizer Schwinger des Schwingclubs Biel.

## Erfolge
Seinen ersten Kranz gewann er am Seeländischen Schwingfest 2018 in Dotzigen. Bisher gewann er 28 Kränze, davon 1 am Eidgenössischen Schwing- und Älplerfest in Pratteln. Er nahm am Unspunnen-Schwinget 2023 teil. Am Kantonalen Gaufest in Neuenburg errang er 2024 seinen ersten Festsieg mit 6 Siegen.

## Familie
Vater Bernhard war ebenfalls Schwinger. Seine jüngeren Brüder Etienne und David sind ebenfalls Schwinger. Etienne hat in seiner bisherigen Karriere mehrere Kränze gewonnen.